# Hakodate Junior College
Hakodate Junior College är ett privat junior college i staden Hakodate på Hokkaidō i Japan. Skolan skapades 1953. För närvarande består den av två avdelningar.